# Sinfonía concertante para violín, viola y orquesta (Mozart)
La Sinfonía concertante para violín, viola y orquesta en mi bemol mayor, K. 364/320d, fue escrita en 1779 por Wolfgang Amadeus Mozart. 

## Historia
En el momento de su composición en 1779, Mozart estaba realizando un viaje por Europa que incluía Mannheim y París. Las complejas dinámicas orquestales de la composición reflejan la cada vez mayor competencia técnica de la orquesta europea en ese momento y estaba fuertemente influido por la visita de Mozart a la orquesta de la corte de Mannheim durante su viaje europeo de 1777 a 1779. Mozart había estado experimentando con el género de la sinfonía concertante y esta obra puede considerarse como el ejemplar más exitoso de este género a medio camino entre la sinfonía y el concierto.

## Análisis musical

### Instrumentación
La obra está escrita para violín solista, viola solista, dos oboes, dos trompas y cuerdas, las cuales incluían dos secciones de violas. La parte solista de la viola está escrita en re mayor en lugar de en mi bemol mayor, y el instrumento afina medio tono ascendente (técnica de la scordatura) para lograr un sonido más brillante. Esta técnica es inusual cuando se interpreta en la viola moderna y se emplea mayormente en ejecuciones con instrumentos originales.

### Estructura
Esta pieza musical consta de tres movimientos:
1. Allegro maestoso, en compás de compasillo.
2. Andante, en compás de 3/4, en do menor.
3. Presto, en compás de 2/4.

## Influencia
Esta sinfonía concertante ha influido a muchos arreglistas, que emplearon sus temas. En 1808,  fue publicado por Sigmund Anton Steiner un arreglo de la pieza para el sexteto de cuerda Grande Sestetto Concertante. Las seis partes están divididas de la misma manera en seis ejecutantes, que los representan como solistas con acompañamiento. 
La obra ha sido también arreglada para violonchelo interpretando la parte de la viola.
Las dos frases melódicas iniciales de The Windmills of Your Mind, una canción perteneciente a la banda sonora de la película El caso de Thomas Crown (1968), se tomaron del inicio del segundo movimiento de la Sinfonía concertante.
La Sinfonía concertante se menciona en la novela La decisión de Sophie (1979) de William Styron, después de que un extraño abusa de Sophie en el metro, escucha la mencionada pieza en la radio, que le trae recuerdos de su infancia en Cracovia y la saca repentinamente de su depresión.
Se emplearon variaciones del segundo movimiento para la banda sonora de la película Conspiración de mujeres (1988) de Peter Greenaway, compuesta por Michael Nyman. Esta música reaparece después de cada ahogamiento en el guion.
El compositor y bajista estadounidense Edgar Meyer estaba tan interesado en esta obra que en 1995 escribió un doble concierto para contrabajo, violonchelo y orquesta que, aunque es muy diferente en cuanto a estilo, presenta una estructura muy similar a la Sinfonía concertante de Mozart.
El movimiento andante aparece asimismo en Uzak, una película del año 2002 dirigida por Nuri Bilge Ceylan.
Un fragmento se puede oír en el documental de la BBC sobre Mozart ("El Genio de Mozart, un milagro de la naturaleza").
El director Milos Forman incluyó parte de la misma en la película Amadeus, cuando Salieri lee sus manuscritos.